# Zoran Radović
Zoran Radović, né le 17 février 1961, à Belgrade, en République socialiste de Serbie, est un ancien joueur yougoslave de basket-ball. Il évolue durant sa carrière au poste de meneur. 

## Palmarès
- 3e du championnat du monde 1982, 1986
- 3e du championnat d'Europe 1987
- Champion d'Europe 1989
- Coupe de Yougoslavie 1993